# Eryphanis spintharus
Eryphanis spintharus är en fjärilsart som beskrevs av Hans Fruhstorfer 1912. Eryphanis spintharus ingår i släktet Eryphanis och familjen praktfjärilar. Inga underarter finns listade i Catalogue of Life.